# 母弟须
母弟须（？—前609年），子姓，名须，又称司城须，是宋成公的儿子，宋文公的同母弟弟，宋国司城。
前611年，宋文公即位，派母弟须做司城。前609年，宋武公的后裔领着宋昭公的儿子，准备侍奉母弟须来发动叛乱。十二月，宋文公杀死了母弟须，让戴族、庄族、桓族在华耦的宾馆里攻打武氏，把武族、穆族驱逐出国。